# Твоїм визволителям, Донбасе
«Твоїм визволителям, Донбасе» («Визволителям Донбасу») — монумент у Донецьку, присвячений пам'яті всіх частин і з'єднань, що відвойовували Донбас під час Другої світової війни. Найбільший за величиною пам'ятник на теренах східної Україні, головний пам'ятник військової історії міста й області.
Традиційно біля пам'ятника проводяться заходи, присвячені Дню Перемоги. Ветерани проходять маршем через центр міста до монумента, де їх поздоровляють і накривають для них на алеях біля пам'ятника святкові столи.

## Опис
Монумент являє собою майданчик у формі трикутника, на якій розташована група із трьох похилих об'ємних стін, що виходять із землі і символізуючих своїми гострими гранями силуети Донецьких териконнів.. У підніжжя монумента на День Перемоги запалюють Вічний вогонь. На одній зі стін розташований напис: «1943. Твоим освободителям, Донбасс» (укр. 1943. Твоїм визволителям, Донбасе). На іншій стіні установлена скульптурна група, що перераховує дати звільнення населених пунктів Донецької області:

Яма — 4 IX, Дебальцеве — 3 IX, Часів Яр — 5 IX, Красний Лиман — 6 IX, Слов'янськ — 6 IX, Святогірськ — 8 IX, Микитівка — 5 IX, Добропілля — 8 IX, Краматорськ — 6 IX, Артемівськ — 5 IX, Горлівка — 5 IX, Донецьк — 8 IX, Макіївка — 6 IX, Маріуполь — 10 IX, Будьонівка — 2 IX, Старобешеве — 9 IX, Чистяково — 2 IX, Сніжне — 1 IX, Орджонікідзе — 3 IX, Дружківка — 6 IX, Красноармійськ — 8 IX, Дзержинськ — 5 IX, Іловайськ — 4 IX, Волноваха — 10 IX, Володарське — 14 IX, Амвросіївка — 23 VIII, Харцизьк — 5 IX, Курахове — 10 IX, Костянтинівка — 6 IX, Ясинувата — 7 IX, Шахтарськ — 2 IX, Селидове — 8 IX.

На майданчику знаходиться скульптурна композиція — шахтар і солдат, які правими руками разом тримають меч вістрям донизу. Ліва рука солдата піднята нагору, ліва рука шахтаря відведена убік. За плечима фігур розвівається прапор у вигляді п'ятикутної зірки. Солдат — молодий чоловік, з відкритим поглядом і загостреними рисами особи, а шахтар — зрілий чоловік. Портрети воїна й шахтаря ліпилися без натурщиків і є збірними образами. Скульптури виготовлені з міді, їхня висота становить вісімнадцять метрів, загальна висота монумента разом з постаментом і прапором понад 30 метрів.
Для відбиття суті регіону в якому встановлений пам'ятник символічне значення мають обрані для облицювання матеріали, фактура, рельєф поверхонь постаменту й стилобату. Постамент зовні облицьований чорним гранітом і піднімається до монумента від поверхні землі під нахилом, що символізує шари кам'яного вугілля, що композиційно пробиваються на поверхню крізь границю землі. Усередині постамент порожній.

Монумент «Твоїм визволителям, Донбасе»
Воїн та шахтар
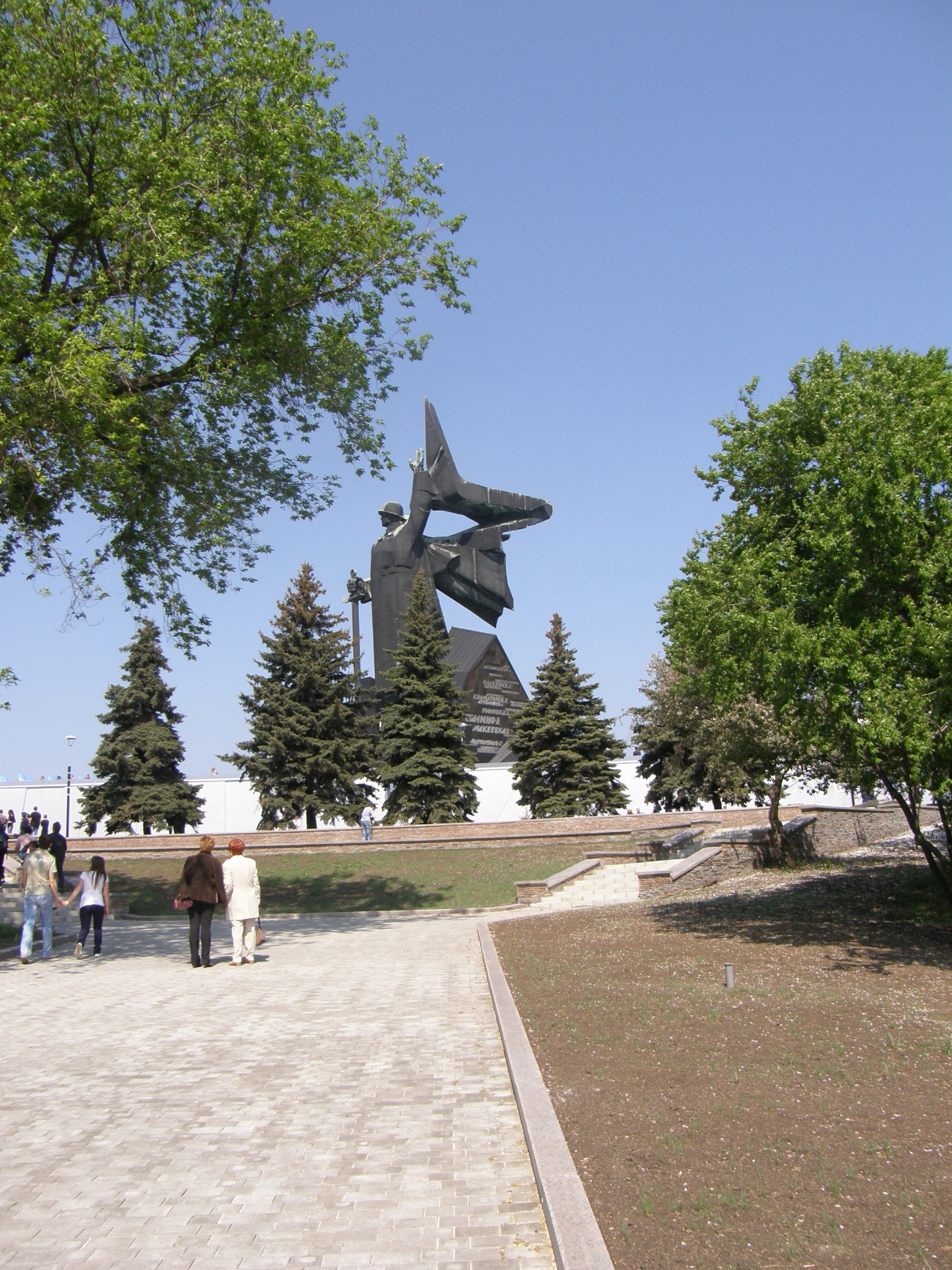
Вигляд на пам'ятник з південного сходу
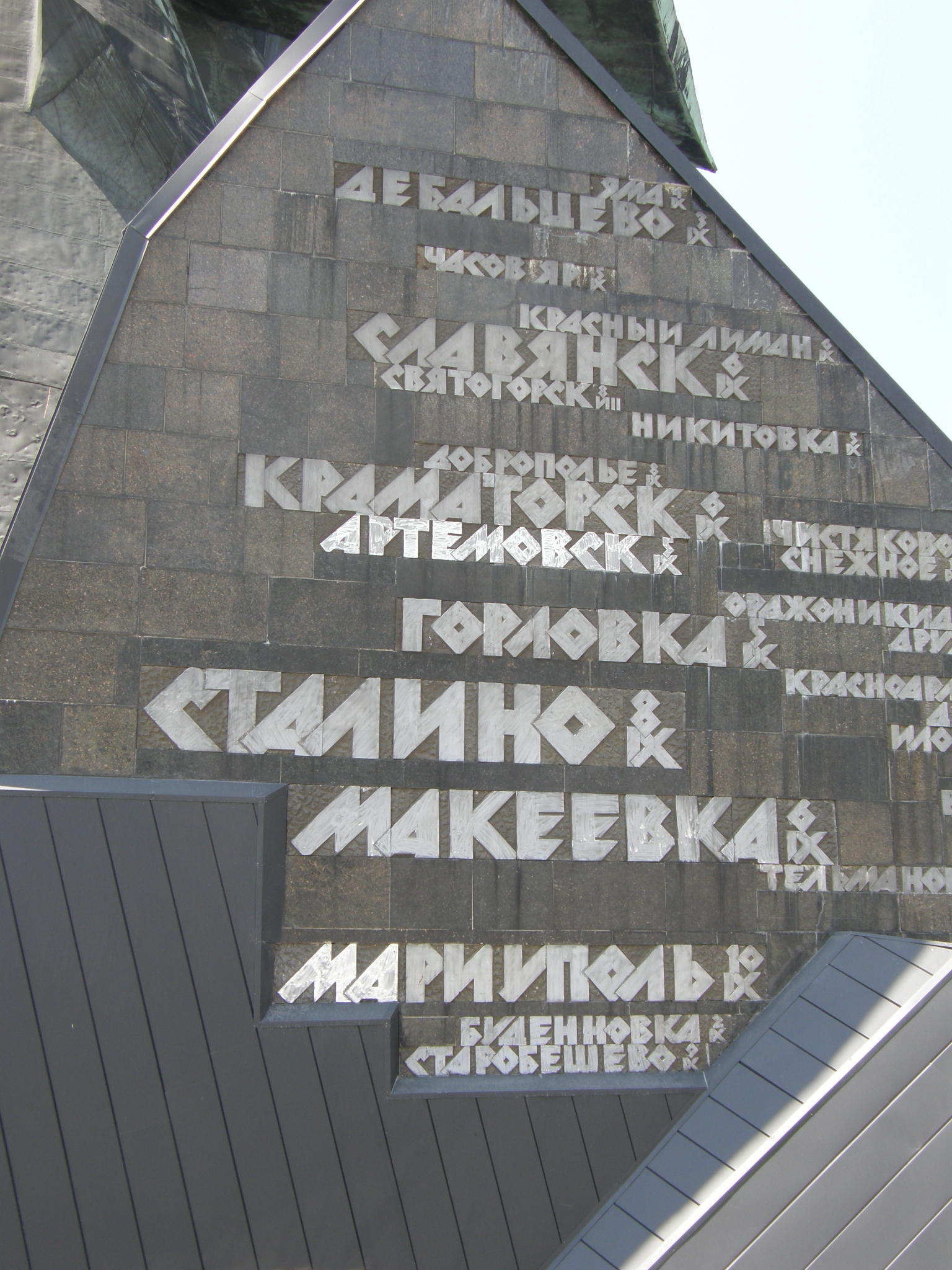
Стіна з датами звільнення населених пунктів Донецької області
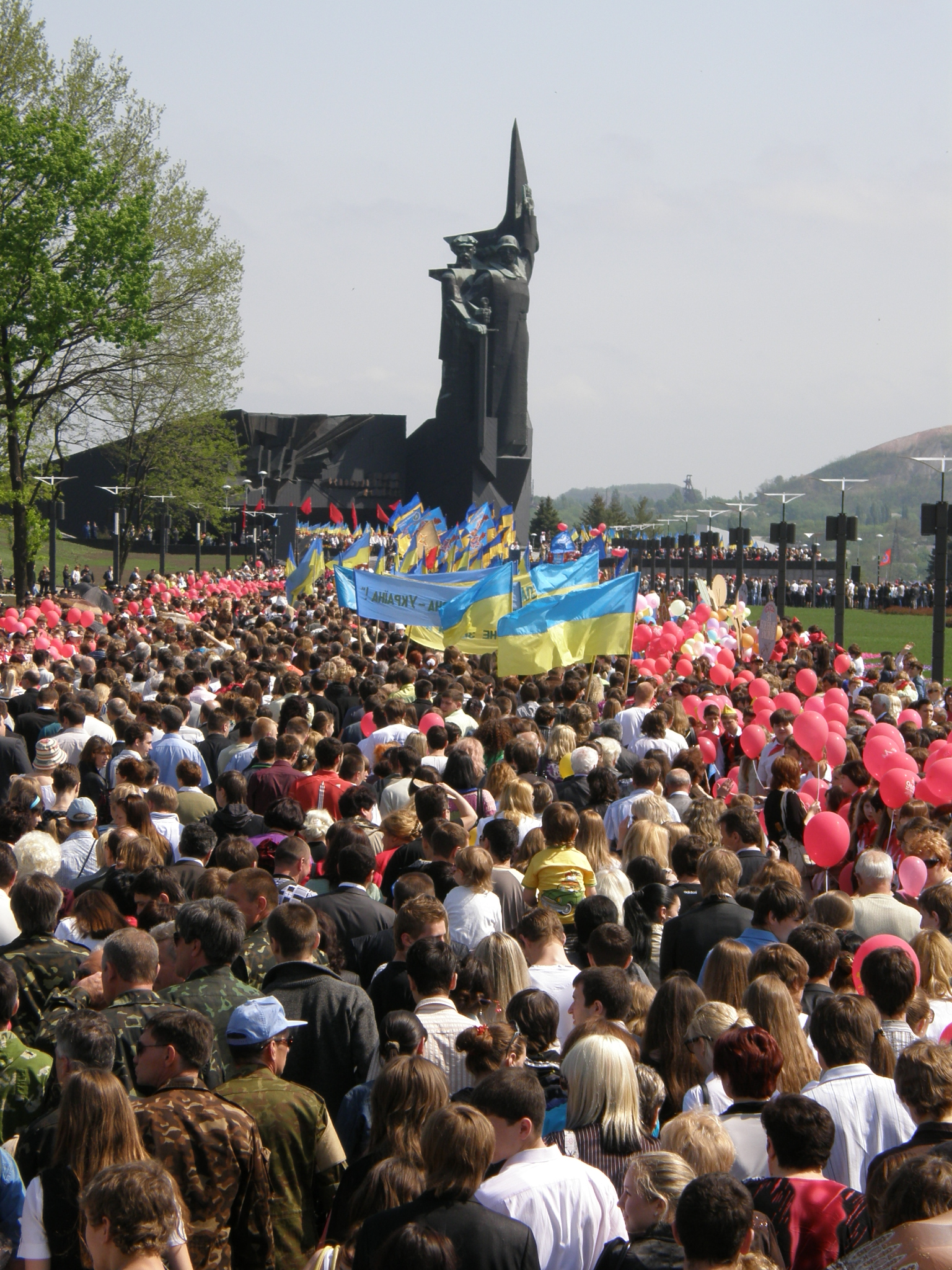
Святкування Дня Перемоги біля монументу, 2010 рік
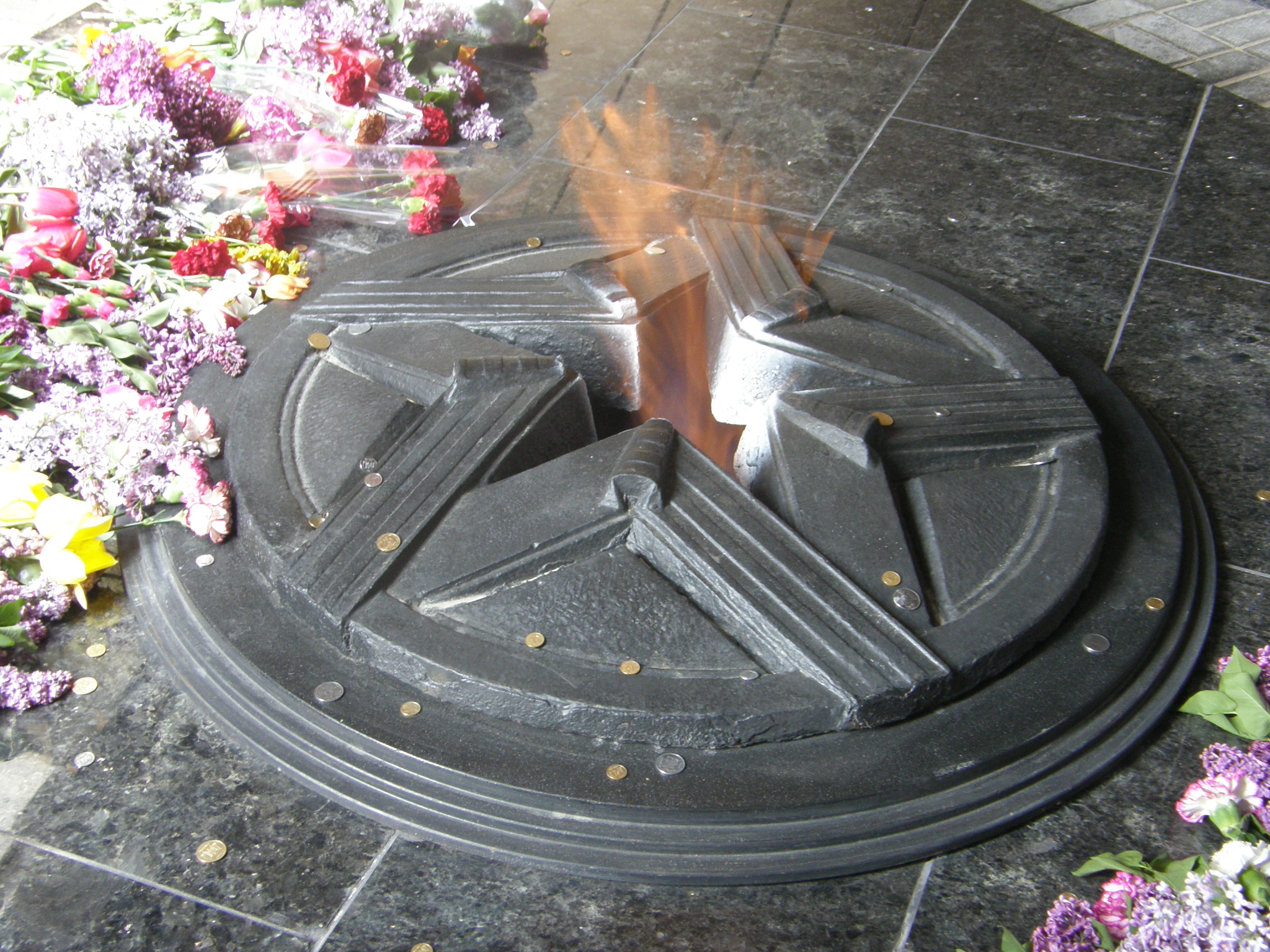
Вічний вогонь

## Розташування
Монумент знаходиться в Київському районі Донецька, на території Міського парку культури і відпочинку. Географічні координати: 48°01′16.97″ північної широти 37°48′56.42″ східної довготи.
Завдяки розташуванню на височині в заплаві Кальміусу, пам'ятник видний здалеку. Від підніжжя пам'ятника добре видний Калінінський район Донецька і Червоногвардійський район Макіївки, розташовані на лівому березі Кальміусу.
Монумент розташований наприкінці широкої алеї, що ділить парк на дві частини, що до будівництва Донбас Арени проходила від вулиці Челюскінців до берега Кальміусу. Посередині алеї розбиті квітники, також вона обрамлена різними сортами дерев: акаціями, липами, каштанами, ялинками і іншими представниками флори Донецької області. На прилягаючій території сформований «Сквер ветеранів» (закладений в 2010 році), «Алея солдатських вдів» (в 2010 році на ній були висаджені берези), «Алея Пам'яті» (закладена 6 вересня 1992 року на честь полеглих і зниклих без звістки в роки Німецько-радянської війни донеччан).

Прилегла територія
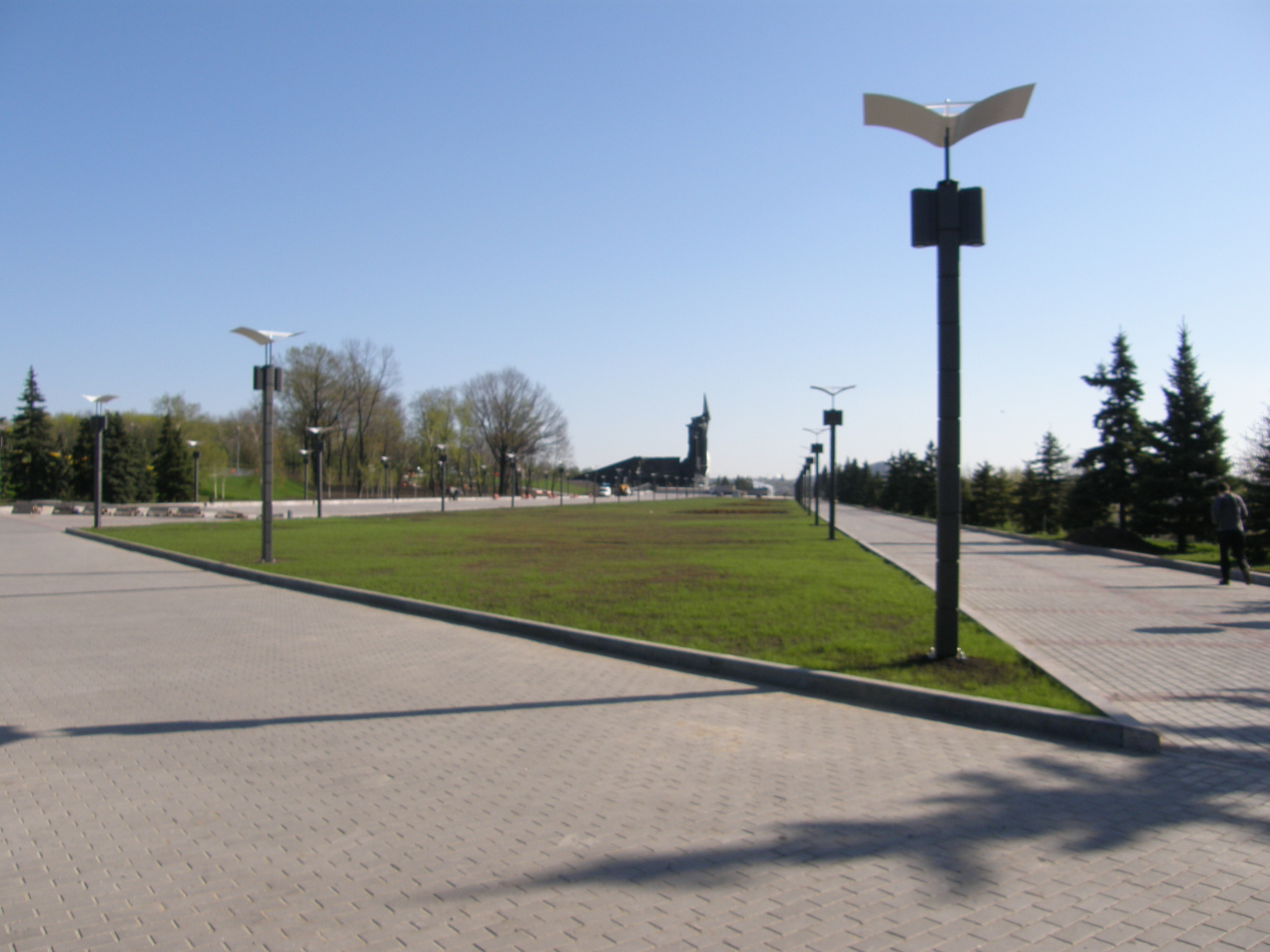
Алея слави, яка веде до монумента
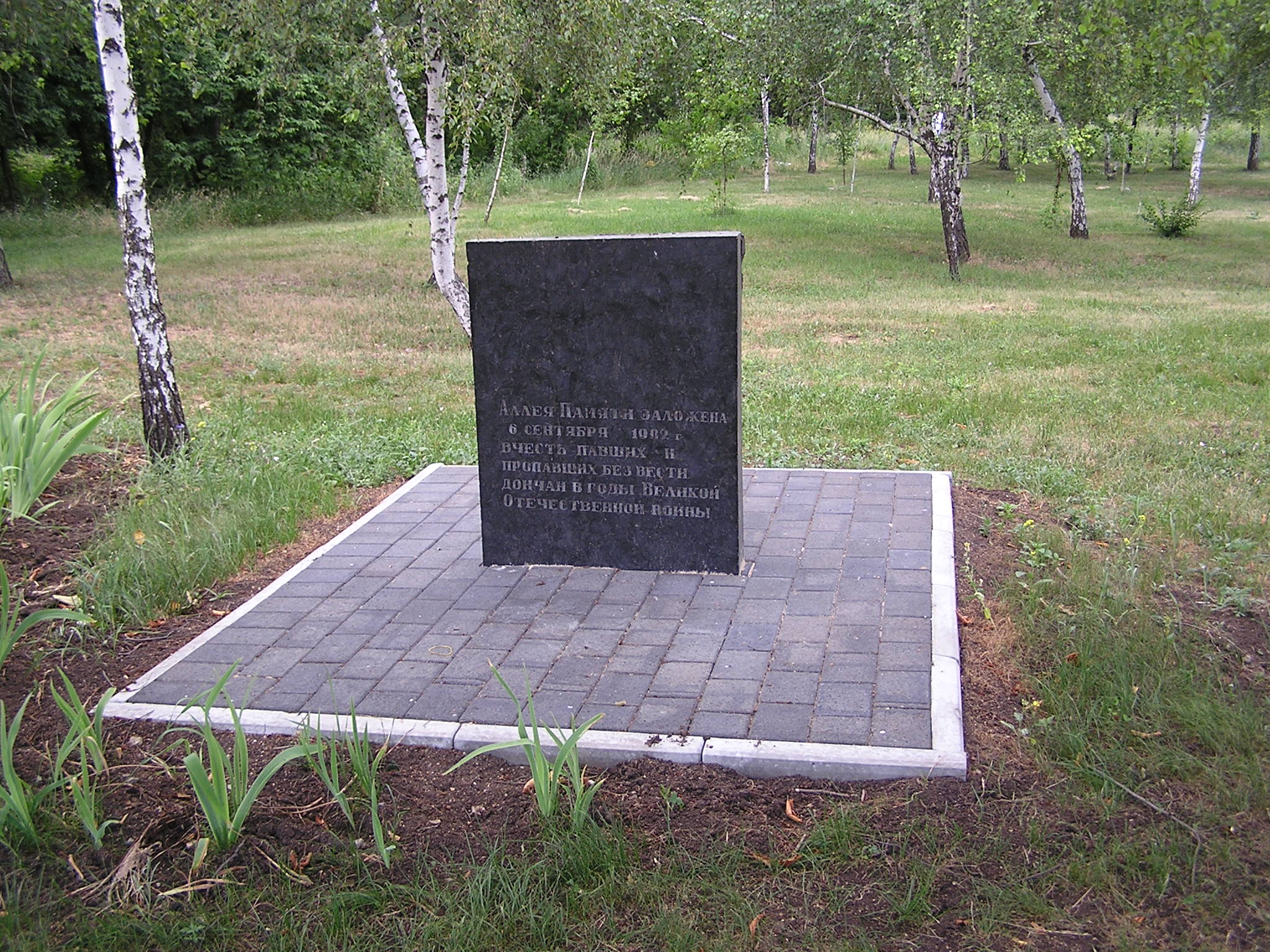
Алея пам'яті
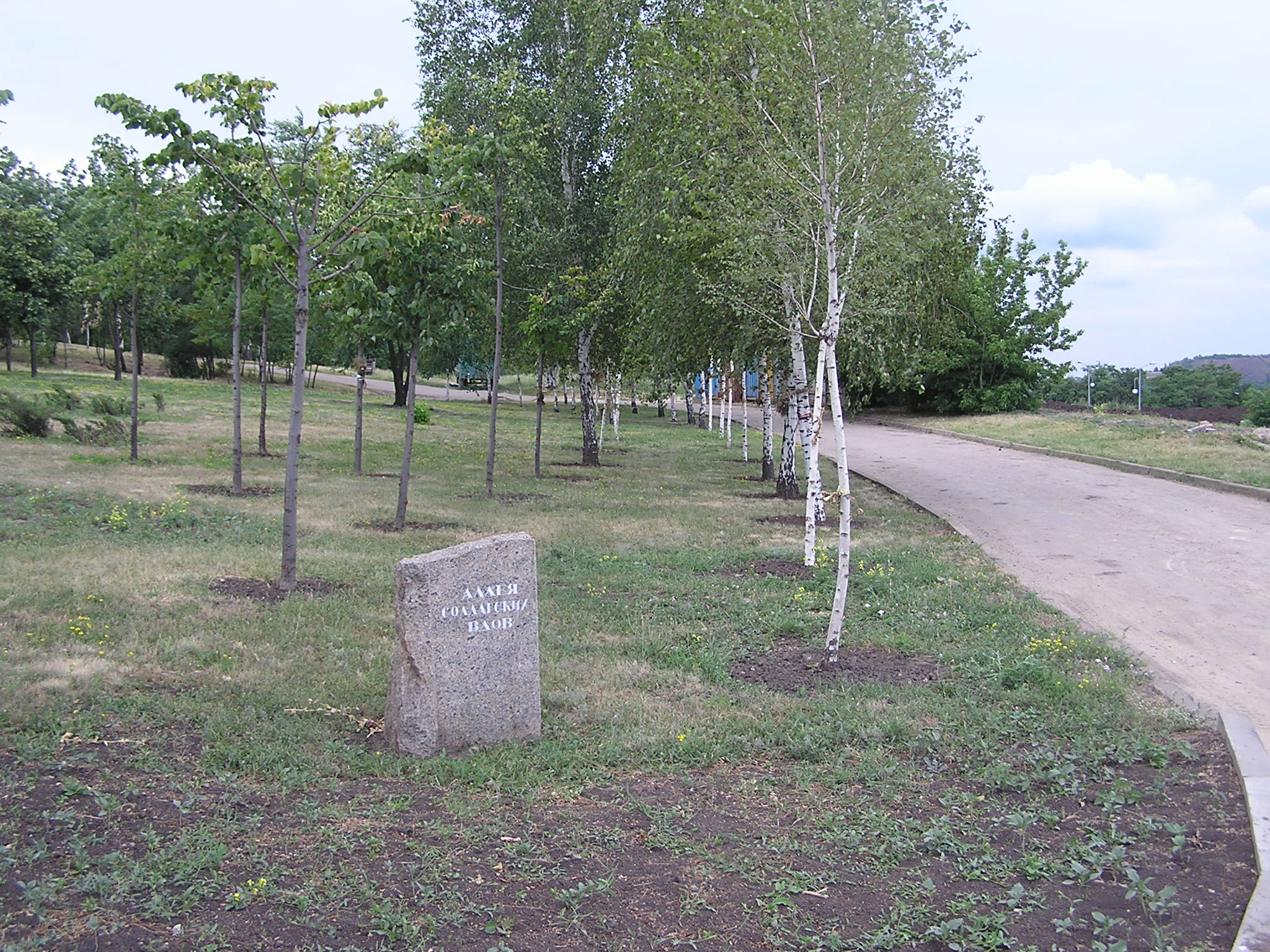
Алея солдатських вдів
Пам'ятник загиблим воїнам-афганцям і монумент «Визволителям Донбасу»[10].

Київський колектив, що працював над первісною ідеєю пам'ятника, припускав розмістити його на місці, де надалі був побудований Донецький міський Палац дитячої і юнацької творчості.
На поточному місці розташування пам'ятника до його будівлі знаходилось циганське селище, яке за документами значилося як вулиця Приовражна. Для будівництва монумента це селище знесли й переселили його жителів у квартири. Навколо монумента розбили паркову зону, що примкнула до парку імені Ленінського Комсомолу.
Монумент розташований над виробленнями вугільної шахти імені М. І. Калініна. При створенні пам'ятника його авторам довелося врахувати складні гірничо-геологічні умови — «французький розлам», а також провести дренажні роботи. Через розлам монумент довелося переносити на 70 метрів від запланованого спочатку місця.

## Створення
Пам'ятник вирішили встановити у 1967 році. Над монументом почав працювати київський колектив скульпторів, але далі стадії розробки ідеї їхня робота не просунулася.
У 1976 році над пам'ятником спочатку працювати група донецьких авторів: скульптори — Юрій Іванович Балдін і ОлександрПорожнюк, архітектори — Кишкань Володимир Петрович і Михайло Якович Ксеневич, інженер-конструктор — Юхим Леонідович Райгородецький В 1978 році цей колектив був офіційно затверджений. Групою керував Володимир Петрович Кишкань, якому належало багато ідей по створенню монументу.

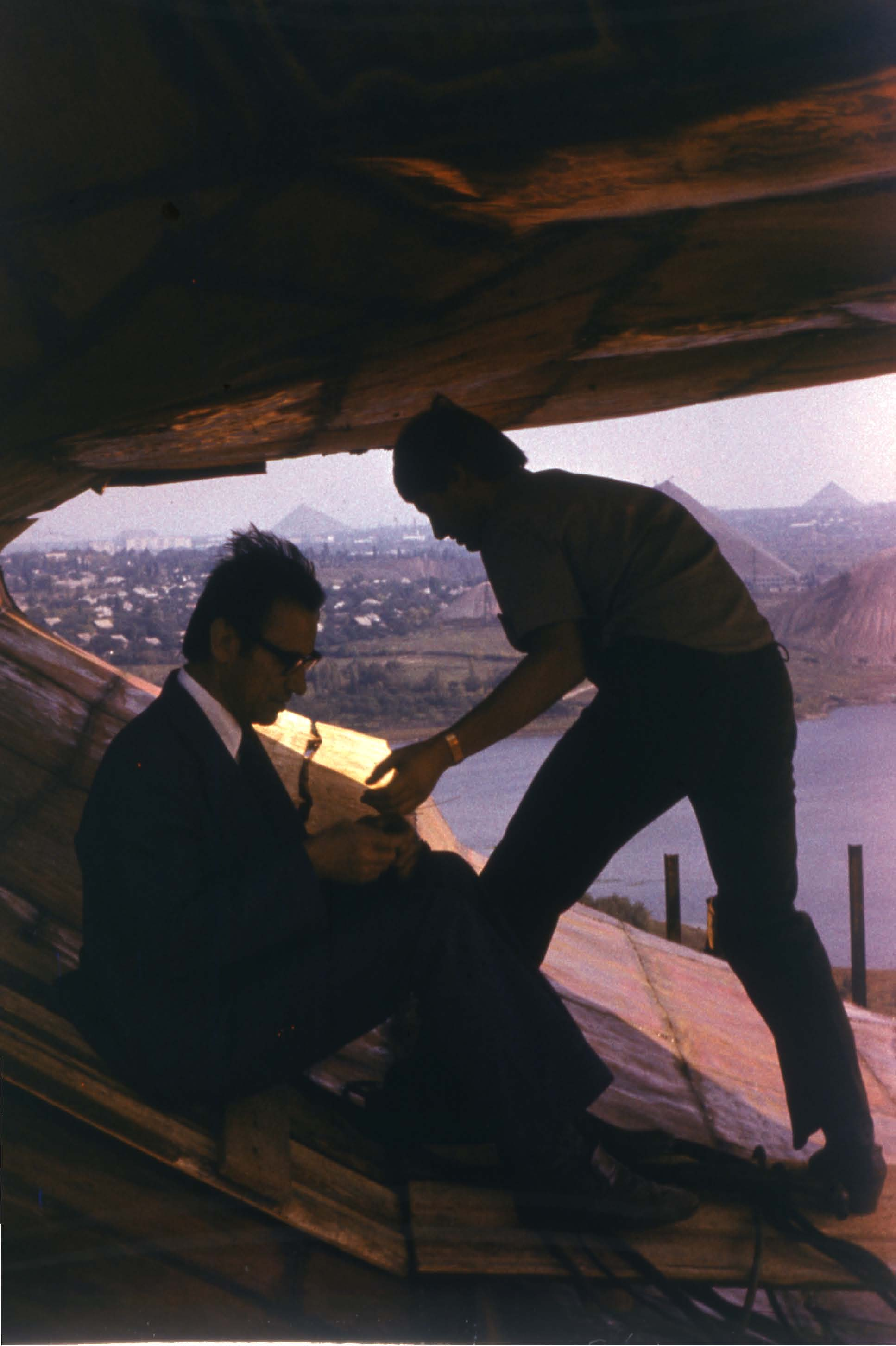
Створення Монументу майже завершено

Розробки проекту велися паралельно, в Донецьку й Києві, але Володимир Петрович Кишкань переконав чиновників у тім, що пам'ятник потрібно створювати силами не київських, а донецьких авторів. В 1980 році з'явилася концепція з'єднання фігур воїна й шахтаря, що запропонував Юрій Іванович Балдін.
Двометрові голови фігур солдата й шахтаря протягом року ліпилися з гіпсу й покривалися міддю на дні басейну Донецького державного університету, що у цей час ще будувався — інших підходящих площ у Донецьку не знайшовся. Навколо голів були створені платформи, на яких працювали скульптори: над головою шахтаря — Олександр Миколайович Порожнюк, над головою солдата — Юрій Іванович Балдін.
Після того, як голови були зліплені, їх тут же, на дні басейну, обшили міддю методом розкрою. Для цього бралися аркуші міді товщиною два міліметри, вирізалися фрагменти, з'єднувалися аргонним зварюванням скульпторами-форматорами, шви зачищалися й зачеканивались. Після обшивання гіпс зсередини вибивався й у порожні скульптури встановлювався каркас, виготовлений на Донецькому машинобудівному заводі.
Для порожніх фігур монумента на Донецькому машинобудівному заводі був виготовлений каркас, там же вони були покриті міддю. Тому що монумент виготовлений з міді, то перші роки після створення він був червоного кольору, а потім почорнів. Мідь, з якої зшита конструкція, привезена з Артемівського заводу кольорових металів. Чорний граніт, яким облицьований постамент, привезений з Правобережної України.
Відкриття хотіли зробити до сорокаріччя Звільнення Донбасу, що відбулося у вересні 1983 року, але на цей термін не встигли й пам'ятник був відкритий 8 травня 1984 року до тридцятидев'ятиріччя перемоги у Великій Вітчизняній війні.
У 2010 році на честь 65-річчя перемоги у Великій Вітчизняній війні була проведена масштабна реконструкція монумента, пам'ятних плит, центральної алеї й благоустрій прилеглої території, для якої було притягнуто 300 робітників. На реконструкцію було витрачено близько 10 мільйонів гривень, які міська влада взяла в кредит через недолік коштів у міському бюджеті. Над реконструкцією працювало управління капітального будівництва Донецької міської ради із залученням приватних підрядників.
Реконструкція дозволила створити єдиний меморіальний комплекс. Також у ході реконструкції до монумента був перенесений Пам'ятник воїнам-афганцям і тепер становить із ним єдину композицію.

## Меморіальні блоки
У 1995—2000 роках монумент був доповнений новими стелами у вигляді п'яти масивних блоків уздовж алеї, що веде до пам'ятника. Стели містили назви дивізій, які брали участь у вигнанні нацистів з Донбасу, та прізвища загиблих під час бойових дій, усього дві тисячі триста прізвищ. Під час реконструкції 2010 року меморіальні дошки цих блоків були перенесені до подножнього монументу, а також встановлені нові блоки пам'яті з іменами загиблих військовиків й партизанів-підпільників.
Литі об'ємні знаки й меморіальні барельєфні дошки були виготовлені зі сплаву алюмінію компанією «Неонсвіт-Донбас», яка розробила ескізи, виготовила моделі й форми, а також виконала їхню обробку.
Спочатку були виконані моделі з ПХВ методом фрезування пластику товщиною 8 мм і щільністю 0,65 г/см2, а також методом вакуумно-плінкового формування виготовлені форми для виливки. Після лиття за допомогою зборки паз-у-паз і пошарове склеювання були складені об'ємні написи «ВІЧНА СЛАВА ВИЗВОЛИТЕЛЯМ ДОНЕЦЬКОГО КРАЮ» і «СЛАВА ПАРТИЗАНАМ І ПІДПІЛЬНИКАМ ДОНБАСУ». Габаритний розмір першого напису 3800 * 1500 мм, другий — 3100 *1000 мм). За допомогою ручного формування відлили барельєфні зображення зірок, що складаються з 13 окремих частин і 24 меморіальних барельєфних дощок. Габаритні розміри зірок — 1810×1383 мм, меморіальних дощок — 700×500 мм і 700×1000 мм. Вага зірок — 44 кілограми. Методом фрезерування й пайки з фарбуванням і тонировки з композитного матеріалу Екобонд була виготовлена декоративна зірка, висота якої становить 1300 мм, а товщина — 3 мм.

Меморіальні блоки
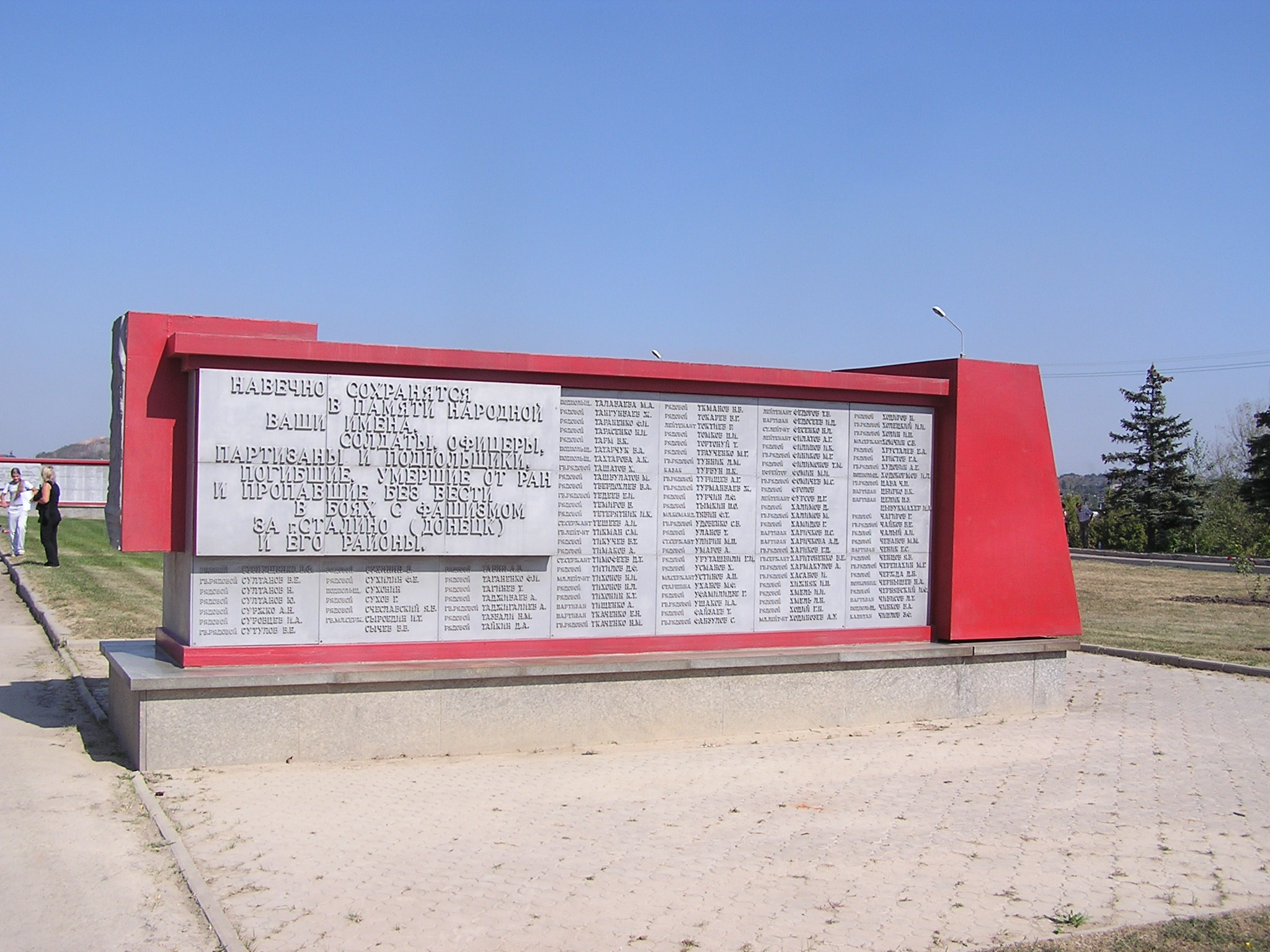
Один із блоків, що розміщалися на алеї, яка вела до монумента наприкінці 1990-х і 2000-ні роки.
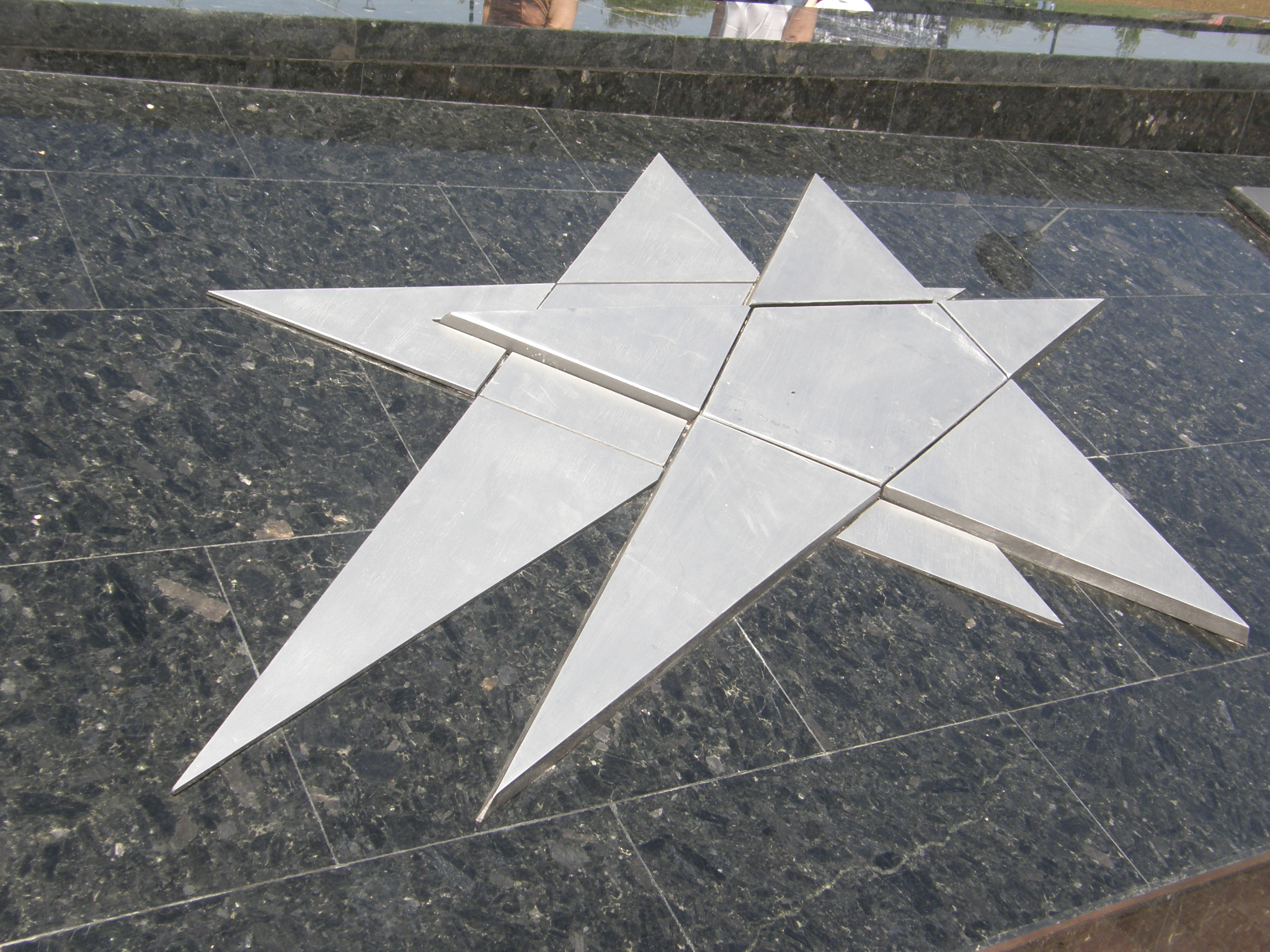
Зірки
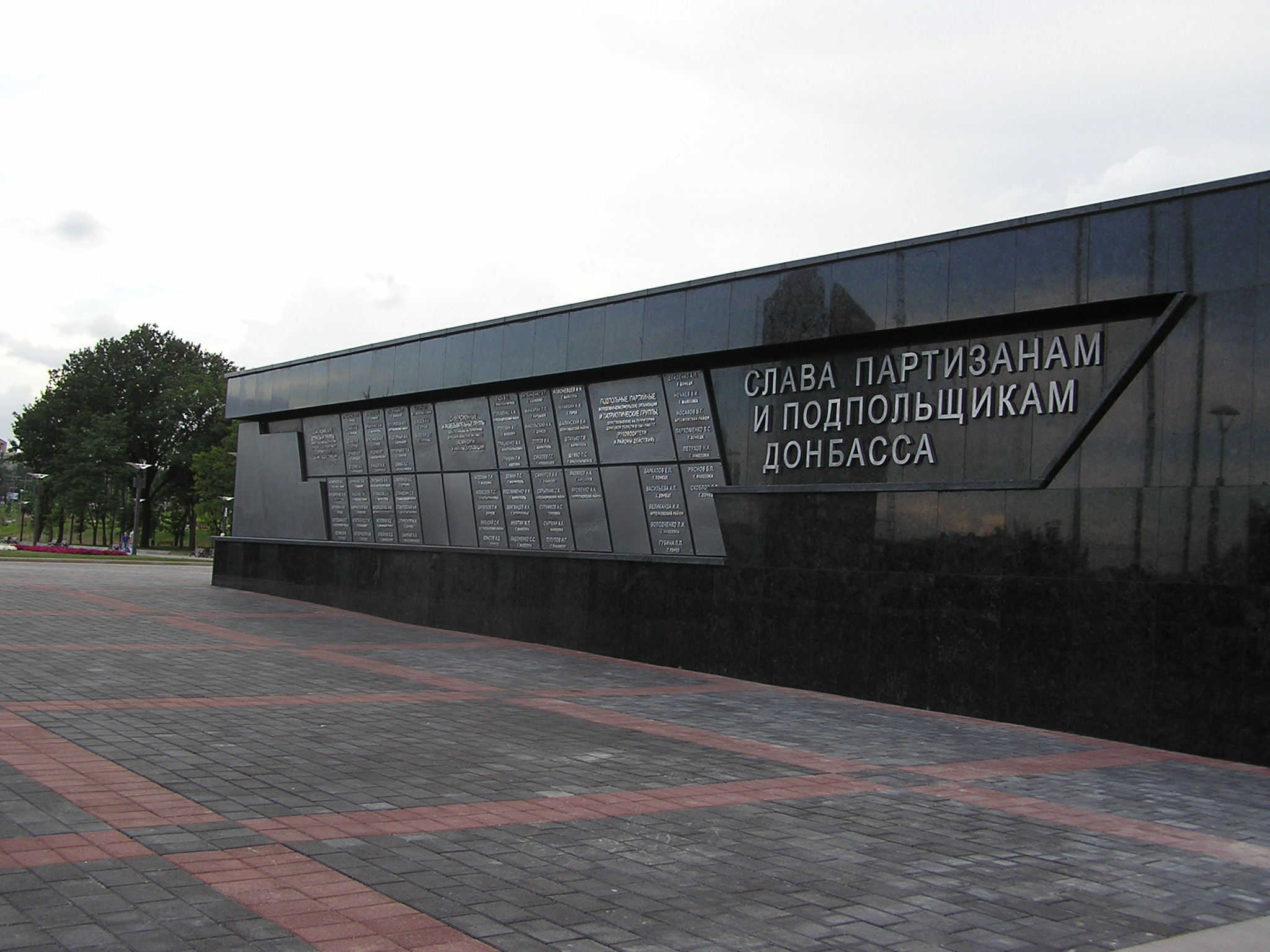
Стела на честь партизанів і підпільників Донбасу
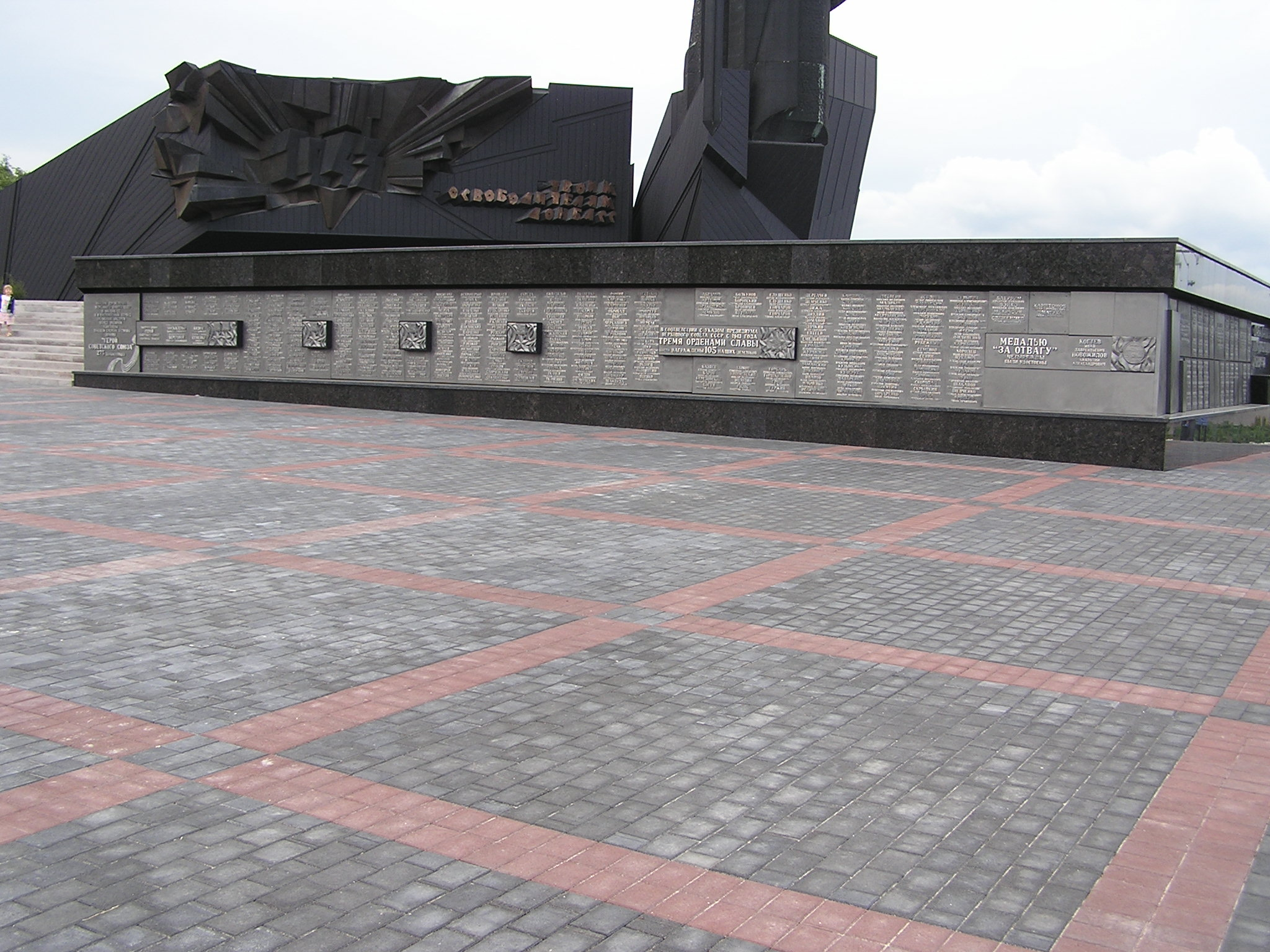
Стела на честь жителів Донбасу, кавалерів орденів і медалей
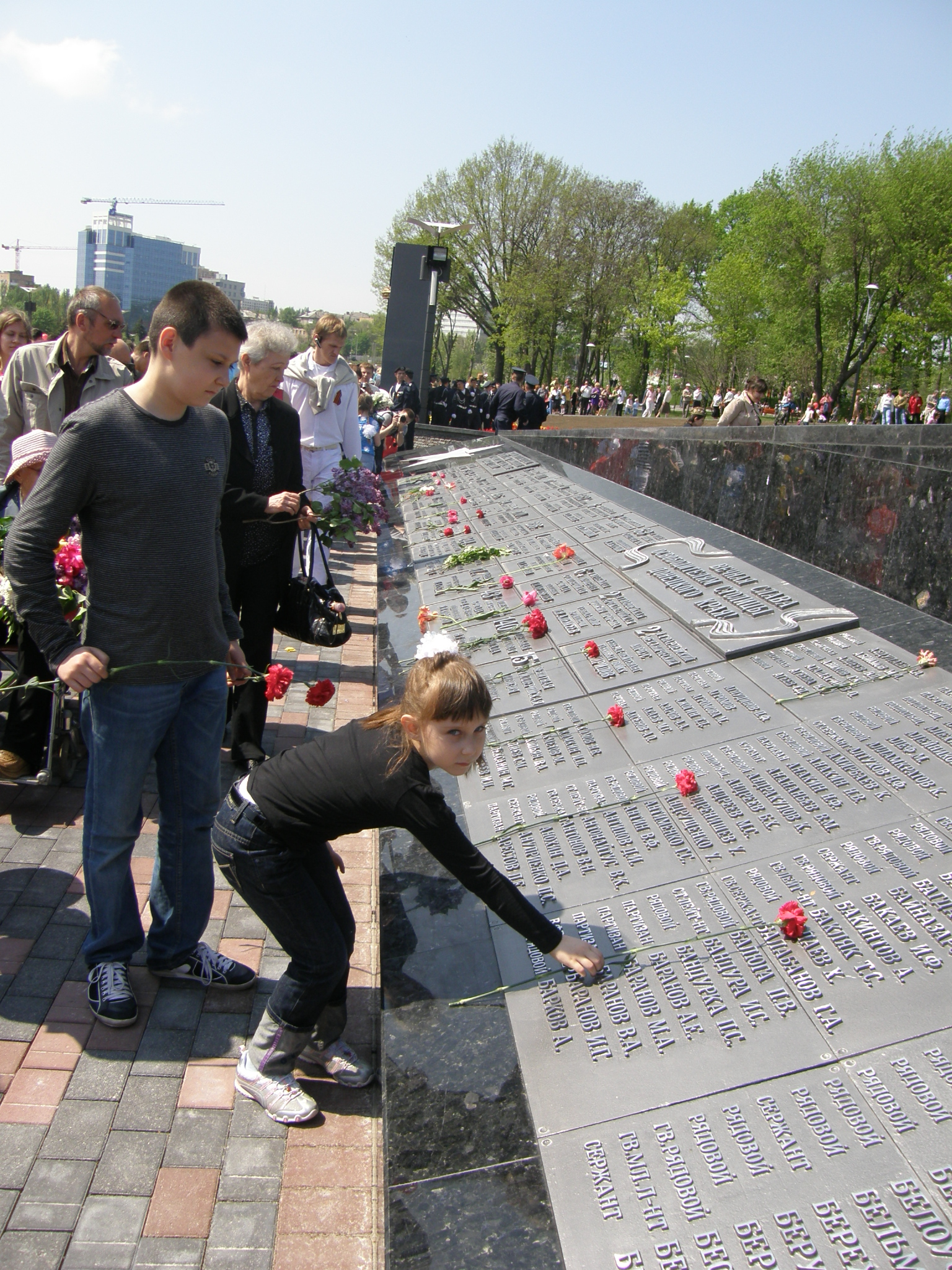
Блоки пам'яті з іменами загиблих визволителів Донбасу й партизанів-підпільників у день відкриття